# 1991 en république du Congo

## Gouvernement
- Président : Denis Sassou-Nguesso
- Premier ministre : André Milongo, Premier ministre de transition à partir du 10 juin

## Événements
- 17-18 février : visite de Nelson Mandela à Brazzaville
- 25 février : ouverture de la Conférence nationale souveraine (République du Congo), où environ 1200 délégués des partis politiques et de la société civile sont rassemblés
- 12 mars : Mgr Ernest Kombo est élu président de la Conférence nationale, qui se proclame Conférence nationale souveraine (CNS)
- 10 juin : fin de la Conférence nationale souveraine ; la CNS demande l'instauration d'une démocratie pluraliste par une nouvelle constitution dont elle donne les principes ; elle élit un Premier ministre de transition, André Milongo, tandis que Mgr Kombo préside le Conseil supérieur de la République ; le chef de l'État reste Denis Sassou-Nguesso
- 5 septembre : l'accident ferroviaire de Mvoungouti, à une trentaine de kilomètres au sud de Dolisie, fait quatre-vingt-quatre morts et vingt-neuf disparus ; un train de la Comilog a heurté un train de voyageurs du CFCO